# Titularbistum Bagis
Bagis (ital.: Bagi) ist ein Titularbistum der römisch-katholischen Kirche.
Es geht zurück auf einen untergegangenen Bischofssitz in der gleichnamigen antiken Stadt in der kleinasiatischen Landschaft Lydien im Westen der heutigen Türkei. Der Bischofssitz war als Suffragandiözese der Kirchenprovinz Sardes zugeordnet.
| Titularbischöfe von Bagis |                                                 |                                                                    |                   |                 |
| Nr.                       | Name                                            | Amt                                                                | von               | bis             |
| 1                         | Heiliger Francesco Antonio Domenico Fogolla OFM | Apostolischer Koadjutorvikar von Shanxi (China)                    | 28. Juni 1898     | 9. Juli 1900    |
| 2                         | Joaquim Silvério de Souza                       | Koadjutorbischof von Diamantina (Brasilien)                        | 16. November 1901 | 5. Mai 1905     |
| 3                         | Celestin Ibáñez y Aparicio OFM                  | Apostolischer Vikar von Shaanxi (China)                            | 12. April 1911    | 11. April 1946  |
| 4                         | Jorge Marcos de Oliveira                        | Weihbischof in São Sebastião do Rio de Janeiro (Chile)             | 3. August 1946    | 26. Juli 1954   |
| 5                         | Ramón Pastor Bogarín Argaña                     | Weihbischof in Asunción (Paraguay)                                 | 1. Dezember 1954  | 19. Januar 1957 |
| 6                         | Albert Sanschagrin OMI                          | Weihbischof in Amos (Kanada)                                       | 12. August 1957   | 13. Juni 1967   |
| 7                         | José Afonso Ribeiro TOR                         | Weihbischof in São Luíz de Cáceres (Brasilien)                     | 29. Januar 1979   | 6. Juli 1988    |
| 8                         | João Evangelista Martins Terra SJ               | Weihbischof in Olinda e Recife Weihbischof in Brasília (Brasilien) | 17. August 1988   | 11. März 2022   |
| 9                         | Waldemar Musioł                                 | Weihbischof in Opole (Polen)                                       | 29. Oktober 2022  |                 |